# Sorpresa ¡Sorpresa!
Sorpresa ¡Sorpresa! va ser un programa espanyol de televisió, emès per la cadena Antena 3, entre 1996 i 1999, dirigit per Giorgio Aresu.

## Format
Es tracta de la versió espanyola de l'espai presentat per Raffaella Carrà a la RAI Carràmba che sorpresa, que alhora adoptava la fórmula del britànic Surprise, Surprise, que s'emetia des de 1984.
El programa consistia a atendre les peticions de familiars i afins de persones anònimes per a rebre una sorpresa en directe des del plató. Les alegries podien anar des de conèixer en persona a un personatge famós fins a retrobar-se amb sers estimats amb els quals no es coincidia des de feia anys.

## Presentació
L'espai va tenir dues grans etapes, conduïdes per sengles presentadores molt populars entre el públic espanyol:
- Entre 1996,1997,1998: Isabel Gemio, amb l'assistència de Rody Aragón.
- Entre 1999: Concha Velasco, amb l'assistència de Las Veneno.
- Entre 2007: Isabel Gemio.

## Convidats
Entre els personatges populars que van trepitjar el plató del programa figuren 
- Cher
- Sarah Ferguson
- Charlton Heston
- Carmen Sevilla
- David Soul
- David Copperfield
- Whitney Houston
- Michael Douglas
- Don Johnson
- Celia Cruz
- The Corrs
- Rocío Jurado
- Mónica Naranjo
- Kathleen Turner
- Raquel Welch
- Jeremy Irons
- Jaleel White
- Spice Girls
- Kelly Family
- Michael Bolton
- Backstreet Boys
- Jean Claude Van Damme
- Christian Meier
- Alejandro Sanz
- Aqua
- Gloria Estefan
- Sophia Loren
- Enrique Iglesias
- Cristina La Veneno
- Mickey Rourke
- Plácido Domingo
- Gina Lollobrigida
- Shakira
- Cartoons
- Michael Jackson
- Naomi Campbell
- Christina Aguilera
- Isabel Pantoja
- Sergio Dalma
- Thalia

## Polèmiques
Al febrer de 1999, alguns mitjans de comunicació van difondre una informació sobre escenes morboses presumptament emeses en el programa i que afectaven la intimitat del cantant Ricky Martin. D'acord amb la informació que popularment circulava, el cantant, ídol d'una noia a qui pretenia sorprendre sortint de l'armari de la seva habitació (d'acord amb el format habitual del programa), es va trobar a la nena untada de melmelada realitzant un joc sexual amb el seu gos, sent tot això retransmès en directe per televisió. Després de l'escàndol provocat per això, la mateixa nena s'hauria suïcidat pocs dies després. La informació va ser desmentida per la cadena de televisió, i el cas arribaria ser investigat per la policia, i va passar a convertir-se en una coneguda llegenda urbana. En realitat la història és l'adaptació espanyola d'una llegenda urbana que ja portava anys circulant pels Estats Units, encara que en la versió original no hi havia famosos ni programes de televisió.

## Premis
- TP d'Or 1996
  - Millor Programa d'Espectacles i Entreteniment.
  - Millor Presentadora (Isabel Gemio).
- TP d'Or (1997)
  - Millor Programa d'Espectacles i Entreteniment.

## Sorpresa Sorpresa! 2007
El gener de 2007 Antena 3 va emetre dos especials del programa comptant de nou amb Isabel Gemio per a la presentació. Els programes van ser seguits per 3.108.000 espectadors seguidors (21,6% de quota de pantalla), sent superat per la sèrie de Telecinco Aída.